# Buhund norvegian
Buhund este o rasă canină, originară din Norvegia, unde este rasa națională. Numele Buhund este format prin ligamentarea cuvintelor din limba norvegiană bu - însemnând fermă sau cabană de munte de genul celor folosite vara de crescătorii de animale și hund - câine. Este cunoscut și sub denumirile alternative: Buhund nordic, Spitz nordic sau Ciobănesc norvegian. Scheletele unor șase câini, identice cu cele ale câinilor cunoscuți astăzi, au fost descoperite de arheologi în situl Gokstad (1880, în Sandefjord, un loc din apropierea capitalei Oslo), depuse în mormântul unui nobil viking ce a trăit aproximativ în anul 890.

### Caracteristici fizice
- înălțime: 40-48 cm
- greutate: 13-18 kg
- speranța de viață: 10-12 ani

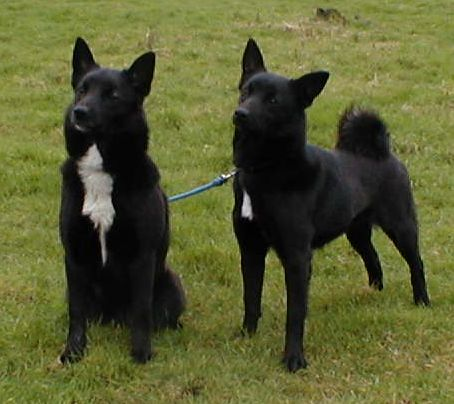
Două cățele negre Buhund

- tip: muncitor, pază, păstorit, vânătoare

### Istoric rasă
Studiile arheologice au concluzionat că vechii nobili vikingi, când mureau, erau îngropați laolaltă cu cele mai mai de preț bunuri ce le aparținuseră în timpul vieții, asemănător unor practici întâlnite în multe colțuri ale lumii. Câinii Buhund erau și ei incluși în acest ritual, pentru că urmau să își facă datoria față de stăpân și în viața de apoi. Acești câini au călătorit și pe celebrele corăbii în expedițiile de jaf și cucerire pe care temuții vikingi le-au inițiat în a doua jumătate a primului mileniu. Alte denumiri folosite pentru această rasă: Buhund Nordic, Spitz Nordic sau Ciobănesc Norvegian. După unele opinii sunt considerați urmașii câinilor din rasele Ciobănesc de Islanda și Jamthund. De-a lungul vremii au fost folosiți la diverse activități și îndeletniciri ale omului. Au fost câini de pază, ajutoare pentru păstori, secondați la vânătorile de lupi și urși. Prima expoziție la care au participat exemplare ale acestei rase a fost organizată în anul 1920. Astăzi acești câini sunt folosiți deseori în Norvegia pentru a lucra alături de persoane cu nevoi speciale.

### Descriere fizică
Sunt câini de tip Spitz, cu alura fizică specifică (seamănă cu o vulpe, dar mult mai înalți pe picioare). Botul este dreptunghiular iar capul relativ mic, dominat de ochi mari si rotunzi, de culoare neagră. Expresia ochilor sugerează un animal inteligent, alert și vigilent. Urechile sunt de mărime medie-mare, au formă triunghiulară cu vârful rotunjit. Pavilioanele sunt prinse în partea din spate a craniului, natural erecte și foarte mobile, orientându-se după sursa sunetului. Gâtul gros, cu o coamă bogată de păr, duce spre un piept adânc, cu umeri largi. Picioarele sunt puternice, lungi și se sfârșesc cu labe rotunjite. Blana este dispusă pe 2 straturi, cu primul strat pufos, scurt și moale iar al doilea, exterior, prezentând firul des, lung si neted. Coada este relativ scurtă, groasă și ținută încolăcită (curbată) pe spate.

### Personalitate
Vioi, atent, dinamic, curios. Este un câine foarte inteligent, voluntar si curajos. Foarte afectuos, reacționează excelent la gesturile prietenoase, încurajatoare și la recompense. Este sociabil si nu dă dovadă de agresivitate neprovocată. Jucăuș, se înțelege cu copiii, chiar și cu cei de vârste foarte mici. Este zgomotos, semnalează energic persoanele străine, dar le acceptă dacă observă aprobarea stăpânului său.

### Îngrijire și sensibilitate boli
Buhund este apreciată ca o rasă de câini nepretențioși, ușor de îngrijit și întreținut. Starea lor de sănătate este în general foarte bună, fiind expuși mai rar îmbolnăvirilor și afecțiunilor comparativ cu alți câini. Principala problemă de sănătate a acestei rase este cataracta. Blana are un păr de lungime scurt-mediu, ușor de întreținut. Năpârlește odată pe sezon în cantități destul de mari.

### Condiții de viață
Sunt foarte bine adaptați climatelor mai reci, se bucură de sezonul rece. Preferă traiul în aer liber, un program de exerciții și plimbări cât mai bogat și mai variat. Se fac utili și în cadrul partidelor de vânătoare, cu un dresaj minim. Pot fi crescuți și în interior, fiind adaptabili si maleabili.

### Dresaj
Acestui câine ii place să aibă o activitate, să învețe. Buhund este cotată ca o rasă inteligentă și cu o foarte bună intuiție, ca majoritatea câinilor Spitz. Se recomandă fermitate și perseverență în dresaj, întrucât sunt încăpățânați și cu accese de independență. Dresajul este absolut necesar pentru a menține câinele fericit și controlabil. Le place să fie ocupati, se bucură să facă aport și, cu abordarea corectă, obțin rezultate meritorii la concursurile sportive canine. 

### Utilitate
În țara de baștină sunt dresati pentru a însoți persoanele cu deficiențe de auz, de asemenea sunt apreciați în unele misiuni efectuate de forțele de poliție.